# بازدم

عمل دم و بازدم

بازدم به عمل خروج هوای موجود در دستگاه تنفسی بدن انسان گفته می‌شود. در یک چرخه کامل عملیات تنفس، این عمل در مقابل عمل دَم قرار می‌گیرد. عمل بازدم یکی از تاثیرات انقباض کشسانی ماهیچه میان‌دنده درونی ریه (به انگلیسی: Internal Intercostal muscles) و ماهیچه دیافراگم موجودات زنده است. این یک عمل غیر خودآگاهی است و مغز انسان در حالت‌های خوابیدن، صحبت‌کردن و غیره این کار را در فاصله‌های زمانی معین انجام می‌دهد و زمانی بازدم متوقف می‌شود که انسان آگاهانه تصمیم به توقف این عمل نماید.

## هنگام بازدم
- ماهیچه میان‌دنده برونی شل می‌شود.
- ماهیچه میان‌دنده درونی به سمت درون و پایین منقبض می‌شود و قفسهٔ سینه را نیز در همین جهات حرکت می‌دهد که منجر به کوچک شدن فضای درونی قفسه سینه می‌شود.
- پردهٔ دیافراگم شل می‌شود
- در باز دم عمیق ماهیچه های شکمی هم درگیر هستند

در بازدم به دلیل کوچک شدن حجم درونی قفسه سینه و زیاد بودن غلظت هوا و اجزای آن مانند دی اکسید کربن، هوا ی درونی شش‌ها توسط پخش مولکولی به بیرون شش‌ها منتقل می‌شود.

## پیوندها
- دم (تنفس)